# كيمياء الغلاف الجوي
كيمياء الغلاف الجوي هي فرع من علم الغلاف الجوي يُدرس فيها كيمياء الغلاف الجوي للأرض وللكواكب الأخرى. وهي حقل متعدد الاختصاصات في البحوث وتعتمد على الكيمياء البيئية , والفيزياء، والأرصاد الجوية، والتصميم الحاسوبي (النماذج الحاسوبية) ، وعلم المحيطات، وعلم البراكين، وغيرها من التخصصات .
و تتصل أبحاثه بشكل متزايد مع مجالات الدراسات الأخرى كعلم المناخ .
تكوين وكيمياء الغلاف الجوي مهم لعدة أسباب، لكن تكمن أهميته في المقام الأول بسبب التفاعلات بين الغلاف الجوي والكائنات الحية. يتغير تكوين الغلاف الجوي نتيجة للظواهر الطبيعية كالانبعاثات البركانية، والبرق، وقصف الجسيمات الشمسية من الهالة الشمسية . وقد تغيرت أيضاً بسبب النشاط البشري وبعض هذه التغيرات ضارة بصحة الإنسان، والمحاصيل والأنظمة البيئية . تتضمن الأمثلة عن المشاكل التي تمت معالجتها بواسطة كيمياء الغلاف الجوي :الأمطار الحمضية، واستنفاد طبقة الأوزون، والضباب الضوئي الكيميائي، وغازات الاحتباس الحراري، وظاهرة الاحتباس الحراري . يسعى كيميائيو الغلاف الجوي لفهم أسباب هذه المشاكل، ويسمح الحصول على فهم نظري لها باختبار الحلول الممكنة وآثار التغييرات في تقييم سياسة الحكومة .

## مكونات الغلاف الجوي
ملاحظات :

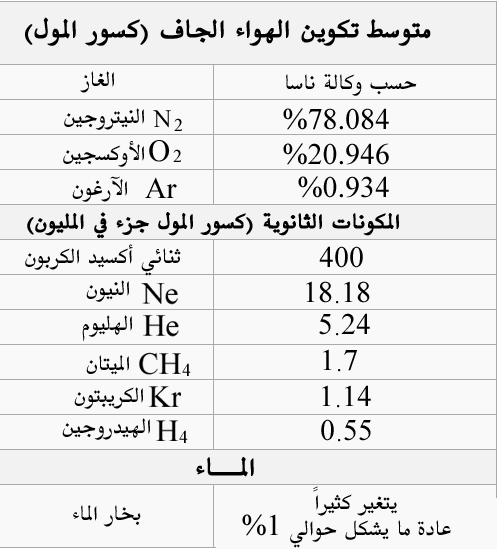
مكونات الغلاف الجوي

- تختلف نسب تراكيز ثنائي أكسيد الكربون والميتان حسب المكان والفصل .
- متوسط الكتلة الجزيئي من الهواء هي 28.97 غ/مول .

## تاريخ
اعتبر الإغريق القدماء الهواء واحداً من العناصر الأربعة، لكن الدراسات العلمية الأولى
لتكوين الغلاف الجوي بدأت في القرن الثامن عشر .
قام الكيميائيون كجوزيف بريستلي ،أنطوان لافوازييه و هنري كافنديش بالقياسات الأولى
لمكونات الغلاف الجوي .
وفي أواخر القرن التاسع عشر وأوائل القرن العشرين توجهت الاهتمامات نحو أثر المكونات
عندما تكون بتراكيز صغيرة جداً .
أحد الاكتشافات كان ذا أهمية خاصة لكيميائي الغلاف الجوي هو اكتشاف الأوزون على يد كريستيان
فريدريش شونباين في 1840.
ثم انتقل علم الغلاف الجوي في القرن العشرين من دراسة تكوين الهواء إلى النظر في الكيفية
التي تغيرت فيها تراكيز الغازات ضئيلة الكمية في الغلاف الجوي مع مرور الزمن، والعمليات الكيميائية التي تنشئ وتحطم المركبات في الهواء .
ويوجد مثالان هامان بشكل خاص على هذا حيث شرح سيدني تشامبان وغوردون دوبسون كيفية إنشاء
طبقة الأوزون والحفاظ عليها . وشُرح الضباب الضوئي الكيميائي على يد آري جان هاجين سميث .
المزيد من الدراسات عن قضايا الأوزون أدت لجائزة نوبل عام 1995 في الكيمياء
بين بول كروتزن، ماريو مولينا وفرانك شيروود رولاند.
والآن في القرن الواحد والعشرين يتحول التركيز من جديد . تُدرس كيمياء الغلاف الجوي بشكل متزايد كجزء من علوم الأرض .عوضاً عن التركيز على كيمياء الغلاف الجوي بعزلة، أصبح التركيز الآن على رؤيتها كجزء واحد من نظام واحد مع بقية علوم الغلاف الجوي والمحيط الحيوي والغلاف الأرضي .
شيء مهم بشكل خاص قد أدى لهذا هي الروابط بين الكيمياء والمناخ مثل تأثير تغيرات المناخ
على إصلاح ثقب الأوزون والعكس بالعكس وأيضاً تفاعل مكونات الغلاف الجوي مع المحيطات والنظم
البيئية الأرضية .

## المنهجية
الملاحظات والقياسات المخبرية ووضع النماذج هي العناصر الرئيسية الثلاثة في كيمياء
الغلاف الجوي . التقدم في كيمياء الغلاف الجوي غالبأ ما يقوده التفاعل بين هذه المكونات
التي تشكل كلاً متكاملاً . مثلاً الملاحظات قد تخبرنا أنه يوجد أكثر من مركب كيميائي مما
اعتقد سابقاً . وهذا يحفز وضع نماذج جديدة والقيام بدراسات مخبرية التي ستزيد فهمنا
العلمي لدرجة تمكننا من تفسير الملاحظات .

## الملاحظة
إن ملاحظات كيمياء الغلاف الجوي ضرورية لفهمنا . فالملاحظات المتكررة عن التراكيب الكيميائية
تخبرنا عن تغييرات تركيب الغلاف الجوي على مر الزمن .
مثال واحد هام على هذا هو منحنى كيلنغ : سلسلة من القياسات من 1958 إلى اليوم والتي
تظهر ارتفاعاً مطرداً في تركيز ثنائي أكسيد الكربون.
تتم ملاحظات كيمياء الغلاف الجوي في مراصد كالتي تتم في ماونا لوا وعلى منصات متحركة
كالطائرات ( على سبيل المثال منشأة المملكة المتحدة لقياسات الغلاف الجوي المحمولة
بالجو ) ، السفن والبالونات .

## القياسات المخبرية
القياسات التي تجرى في المختبر ضرورية لندرك مصادر ومصارف الملوثات والمركبات التي
تتشكل بشكل طبيعي . تخبرنا الدراسات المخبرية ما هي غازات تتفاعل مع بعضها ومقدار سرعة
تفاعلها . من المهم أن تتضمن القياسات التفاعلات في الحالة الغازية على الأسطح
وفي الماء . أيضاً الكيمياء الضوئية على أهمية عالية فهي تحدد مدى سرعة تفكك الجزيئات
بواسطة أشعة الشمس وما هي المنتجات التي فيها بيانات حرارية إضافية مثل معاملات قانون
هنري .

## النمذجة
تستخدم نماذج الكومبيوتر (كنماذج النقل الكيميائي ) من أجل إيجاد واختبار الفهم
النظري لكيمياء الغلاف الجوي .تحل النماذج الرقمية المعادلات التفاضلية التي تبين تراكيز
المواد الكيميائية في الغلاف الجوي .والتي يمكن أن تكون بسيطة أو معقدة .
أحد التبادلات الشائعة في النماذج الرقمية يكون بين عدد من المركبات
الكيميائية وتوضع التفاعلات الكيميائية مقابل تمثيل الانتقال والمزج في الغلاف الجوي .
مثلاً نموذج صندوق يمكن أن يشمل مئات بل وحتى آلاف التفاعلات الكيميائية ولكن تمثيل المزج في الغلاف الجوي سيكون غير متقن بشكل كبير . بالمقابل، النماذج الثلاثية الأبعاد تمثل العديد من العمليات الفيزيائية في الغلاف الجوي
لكن بسبب ضيق الموارد في الحاسوب سيكون لها تفاعلات كيميائية ومركبات أقل بكثير .
يمكن أن تستخدم النماذج لتفسير الملاحظات، اختبار فهم التفاعلات الكيميائية والتنبؤ
بمستقبل تراكيز المركبات الكيميائية في الغلاف الجوي .
اتجاه حالي مهم لوحدات كيمياء الغلاف الجوي لتصبح جزءاً واحداً من نماذج نظام الأرض
التي يمكن فيها دراسة الروابط بين المناخ وتكوين الغلاف الجوي والغلاف الحيوي .
بعض النماذج شيدت بمولدات الرمز التلقائي ( على سبيل المثال الكيمياء الآلية أو قبل المعالج
الحركي kkp ) .في هذا الأسلوب تختار مجموعة من المكونات وبعدها يحدد مولد الرمز التلقائي
التفاعلات التي تشمل تلك المكونات من مجموعة قواعد بيانات التفاعلات .وبمجرد اختيار التفاعلات يمكن بناء المعادلات التفاضلية العادية التي تصف وقت تطورها .